# Каллас (военачальник)
Каллас (др.-греч. Κάλλας) — македонский военачальник IV века до н. э.
Предположительно, во время походов Александра Македонского Каллас оставался на родине, на службе у наместника царя в Македонии Антипатра. После смерти Антипатра в 319 году до н. э. во время борьбы за власть между Кассандром и Полиперхоном Каллас принял сторону первого военачальника. Диодор Сицилийский при описании осады Пидны упоминает Калласа в качестве стратега войска Кассандра, которого тот отправил с войском перекрыть проходы Перребии, чтобы не допустить прихода на помощь к осаждённым войска Полиперхона.
Калласу удалось не только предотвратить проход войска врага, но и подкупить большую часть его воинов. Эти действия Калласа сделали дальнейшее сопротивление осаждённой в Пидне Олимпиады бесмыссленным. Больше информации о жизни Калласа в античных источниках нет.